# Lista de governadores portugueses do Ceilão

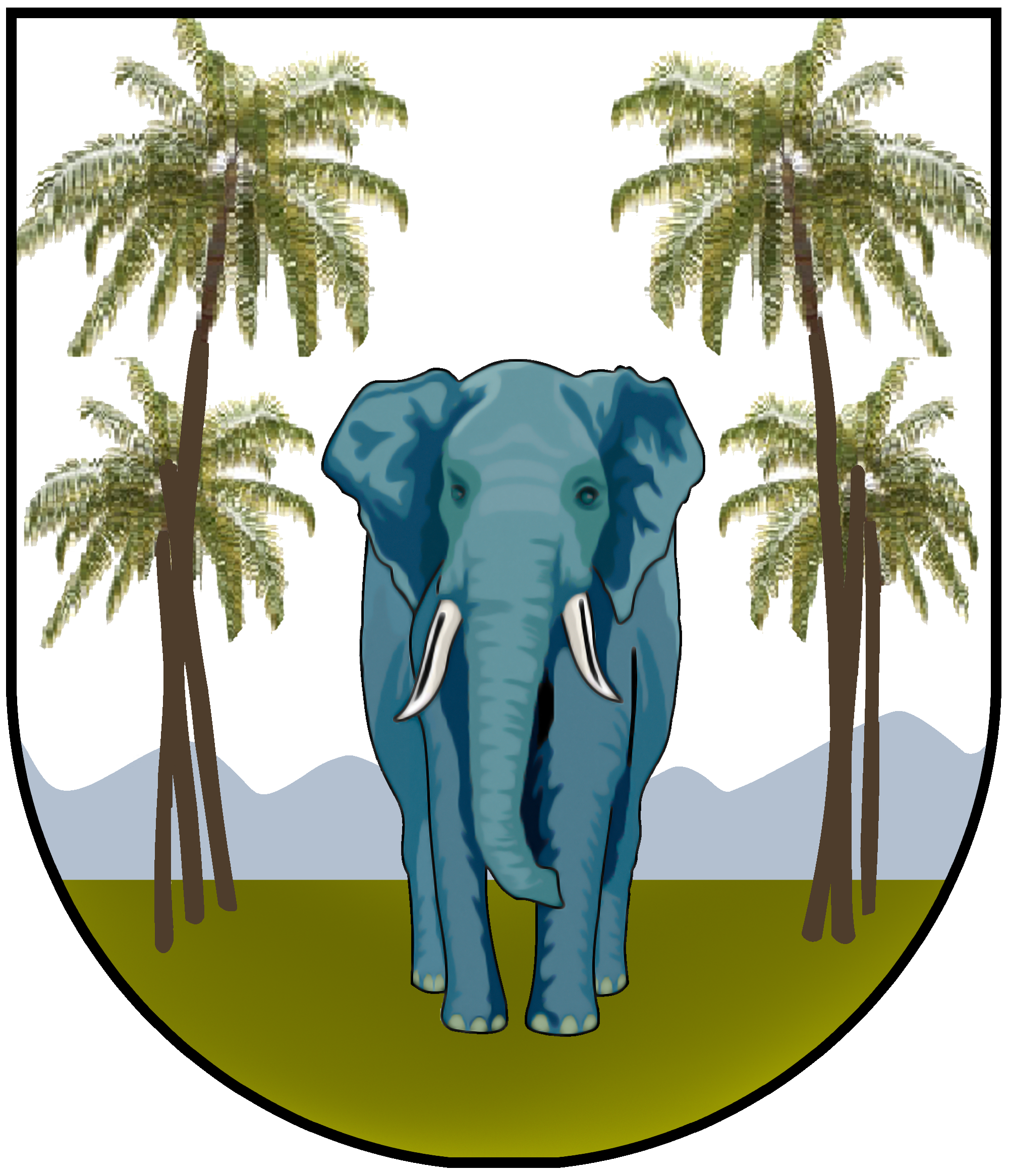
Brasão do Ceilão Português

Esta é uma lista dos governantes portugueses do Ceilão, que desde a chegada de D. Lourenço de Almeida passou a fazer parte do Império Português, até 22 de junho de 1658, quando a possessão portuguesa restringia-se a Jaffna.

## Capitães
| Nome                  | Início do mandato | Fim do mandato |
| João da Silveira      | 1518              | 1518           |
| Lopo de Brito         | 1518              | 1522           |
| Fernão Gomes de Lemos | 1522              | 1524           |
| Cargo abolido         | 1524              | 1551           |

## Capitães-Mores
| Nome                               | Início do mandato | Fim do mandato |
| João Henriques                     | 1551              | 1552           |
| Diogo de Melo Coutinho 1.º mandato | 1552              | 1552           |
| Duarte de Eça                      | 1552              | 1553           |
| Fernão Carvalho                    | 1553              | 1555           |
| Afonso Pereira de Lacerda          | 1555              | 1559           |
| Jorge de Meneses Baroche           | 1559              | 1560           |
| Baltasar Guedes de Sousa           | 1560              | 1564           |
| Pedro de Ataíde Inferno            | 1564              | 1565           |
| Diogo de Melo                      | 1565              | 1568           |
| Fernando de Monroy                 | 1568              | 1570           |
| Diogo de Melo Coutinho 2.º mandato | 1570              | 1572           |
| António de Noronha                 | 1572              | 1575           |
| Fernando de Albuquerque            | 1575              | 1578           |
| Manuel de Sousa Coutinho           | 1578              | 1583           |
| João Correia de Brito              | 1583              | 1590           |
| Simão de Brito                     | 1590              | 1591           |
| Pedro Homem Pereira                | 1591              | 1594           |

## Governadores
| Nome                                     | Início do mandato | Fim do mandato |
| Pedro Lopes de Sousa (governador)        | 1594              | 1594           |
| Jerónimo de Azevedo                      | 1594              | 1613           |
| Francisco de Meneses, o Roxo             | 1613              | 1614           |
| Manuel Mascarenhas Homem                 | 1614              | 1616           |
| Nuno Álvares Pereira                     | 1616              | 1618           |
| Constantino de Sá de Noronha 1.º mandato | 1618              | 1622           |
| Jorge de Albuquerque                     | 1622              | 1623           |
| Constantino de Sá de Noronha 2.º mandato | 1623              | 1630           |
| Filipe de Mascarenhas 1.º mandato        | 1630              | 1631           |
| Jorge de Almeida 1.º mandato             | 1631              | 1633           |
| Diego de Melo de Castro 1.º mandato      | 1633              | 1635           |
| Constantino de Sá de Noronha 1.º mandato | 1618              | 1622           |
| Jorge de Almeida 2.º mandato             | 1635              | 1636           |
| Diego de Melo de Castro 2.º mandato      | 1636              | 1638           |
| António Mascarenhas                      | 1638              | 1640           |
| Filipe de Mascarenhas 2.º mandato        | 1640              | 1645           |
| Manuel Mascarenhas Homem                 | 1645              | 1653           |
| Francisco de Mello e Castro              | 1653              | 1655           |
| António de Sousa Coutinho                | 1655              | 1656           |
| António do Amaral de Meneses             | 1656              | 1658           |

## Fonte
- worldstatesmen.org